# Клейонка

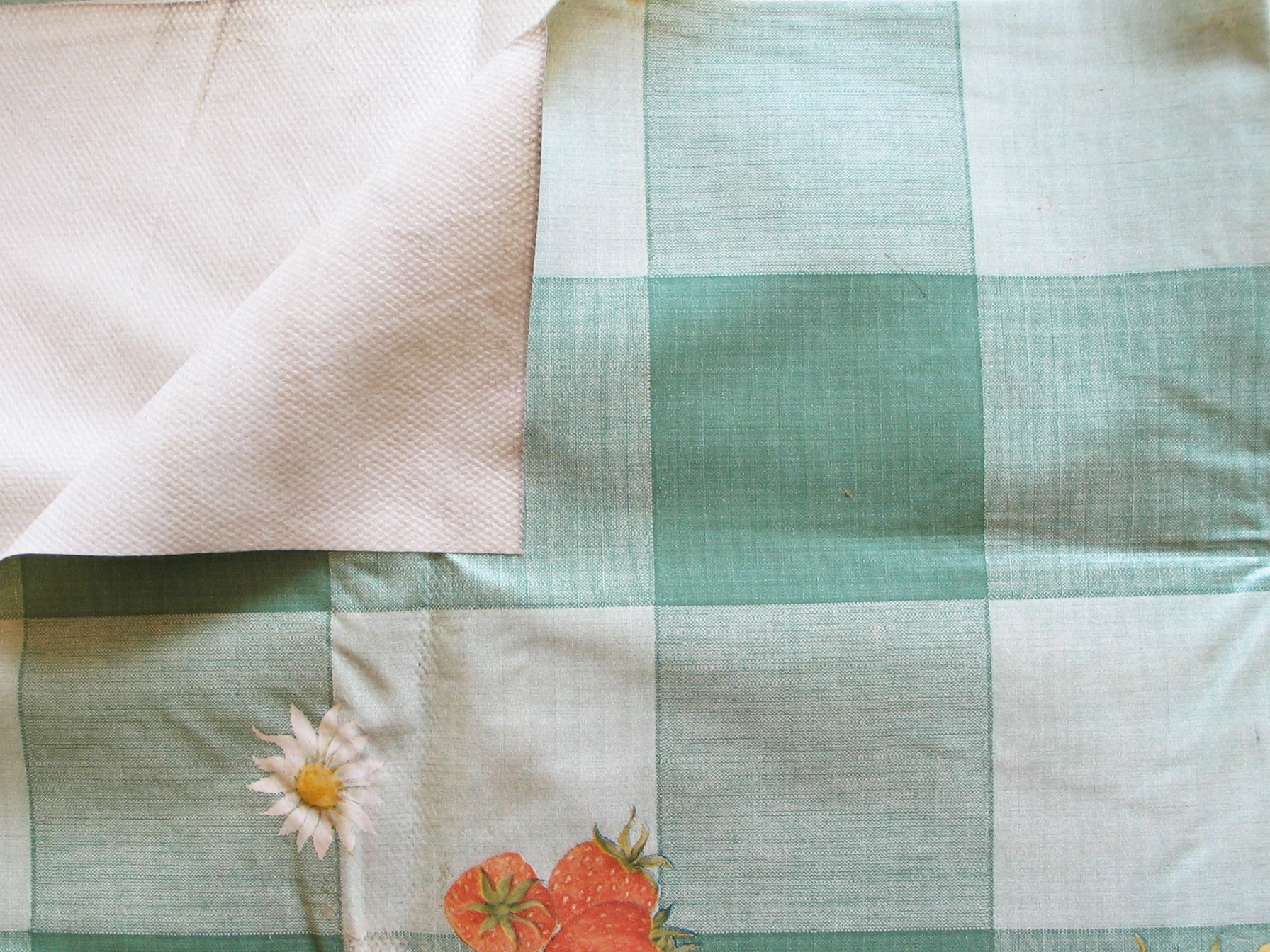
Клейонка на кухні

Клейо́нка (від рос. клеёнка) або цера́та (від пол. cerata, з лат. cerata — «натерта воском», «навощена») — тканина, на одну чи обидві сторони якої нанесено водонепроникне покриття.

## Види клейонок
Водонепроникне покриття отримують з висихаючих рослинних олій (олійна клейонка), концентрованих високостірольних синтетичних латексів (латексна клейонка) або пластифікованого полівінілхлориду (полівінілхлоридна клейонка). Всі покриття містять велику кількість наповнювачів. Для клейонок застосовують гладкі і ворсові тканини, іноді для м'якості їх дублюють з поролоном.

## Призначення клейонок
Клейонки призначаються для побутових потреб (скатертин, різних виробів), поліграфічної, швейної, меблевої промисловості, медичних цілей тощо

## Властивості клейонок
Маса 1 м² покриття клейонки 300—400г і вище, залежно від призначення. Основні вимоги, що ставляться до клейонки: драпіруємість, еластичність, відсутність липкості, водостійкість.

## Виробництво клейонки

### Виробництво олійної клейонки
Виробництво олійної клейонки складається з таких операцій: варіння оліфи, приготування на її основі каолінового (з суспензії каоліну у воді, емульгатору й оліфи) і барвистих (що містять пігменти) ґрунтів і нанесення на попередньо очищену і пропрасовану тканину кілька шарів з каландрування і сушінням кожного. Потім наносять барвистий малюнок і покривають клейонку лаком. Деякі сорти клейонок піддають тисненню.

### Виготовлення латексної клейонки
Виготовлення латексної клейонки включає такі операції: приготування латексних ґрунтів, обробка ними тканини за 4–6 проходів з проміжним сушінням, нанесення барвистої печатки, лакування, тиснення і вулканізація.

### Виготовлення полівінілхлоридної клейонки
Полівінілхлоридну клейонку отримують з емульсійних і суспензійних видів полівінілхлоридів. Емульсійний полівінілхлорид з пластифікаторами утворює пасту, в яку замішують наповнювачі і пігменти. Пасту розрівнюють на тканини і піддають термообробці (до 200 °С). Напівфабрикат каландрують і охолоджують. Суспензійний полівінілхлорид, змішуючись з пластифікаторами, перетворюється в набряклий порошок, який разом з наповнювачами, пігментами і стабілізаторами в умовах термомеханічної обробки на важкому устаткуванні (змішувачі, мікструдери, вальці) переходить в пластичну суміш — пластикат. Потім при високих температурах формується плівка, здвоюється з тканиною. Після охолодження наноситься кольоровий візерунок.